# Josef Mayer (Politiker, 1898)
Josef Mayer (* 29. April 1898 in Wien; † 6. Jänner 1948 in Linz, Oberösterreich) war ein österreichischer Politiker der Österreichischen Volkspartei (ÖVP).

## Ausbildung und Beruf
Nach dem Besuch der Volks- und Bürgerschule ging Mayer an eine gewerbliche Fortbildungsschule und lernte den Beruf des Maschinenschlossers und Drehers. Er wurde Werkmeister der Staatseisenbahnen in Linz.

## Politische Funktionen
- 1928–1930: Mitglied des Gemeinderates der Stadt Linz
- 1919–1938: Mitglied der Gewerkschaft der christlichen Eisenbahner Österreichs
- 1927–1938: Obmann des Landesverbandes Oberösterreich der Gewerkschaft der christlichen Eisenbahner Österreichs
- 1923–1938: Mitglied und Funktionär der katholischen Arbeiterbewegung Oberösterreich

## Politische Mandate
- 19. Dezember 1945 bis zu seinem Tod am 6. Jänner 1948: Mitglied des Bundesrates (V. Gesetzgebungsperiode), ÖVP